# Rwanda Revenue Authority
Rwanda Revenue Authority (RRA) är Rwandas skattemyndighet. Den har sitt säte i Kigali och grundades 1998.
Myndigheten tillkom genom Law No 15/97 som antogs 1997 i samband med den dåvarande regeringens reformarbete. RRA är sorterad under Ministry of Finance and Economic Planning. När myndigheten grundades 1998 arbetade 200 personer där. År 2016 var 98 procent av myndighetens arbete automatiserat.

## Volleyboll
Myndigheten har en volleybollklubb vars damer har blivit mästare i Rwanda flera gånger I Women's African Club Championship har de som bäst kommit fyra, vilket de gjorde 2016.